# 贝宁行政区划
贝宁分为12个省（法語：Départements），77个县。
1. 阿黎博里省（Alibori）
2. 阿塔科拉省（Atakora）
3. 大西洋省（Atlantique）
4. 博尔古省（Borgou）
5. 丘陵省（Collines）
6. 库福省（Kouffo）
7. 峡谷省（Donga）
8. 滨海省（Littoral）
9. 莫诺省（Mono）
10. 韦梅省（Ouémé）
11. 高原省（Plateau）
12. 祖省（Zou）